# Plusiodonta incitans
Plusiodonta incitans är en fjärilsart som beskrevs av Druce. Plusiodonta incitans ingår i släktet Plusiodonta och familjen nattflyn. Inga underarter finns listade i Catalogue of Life.